# Mansfield Park (film)
Pour les articles homonymes, voir Mansfield Park (homonymie).
Pour plus de détails, voir Fiche technique et Distribution.
Mansfield Park ou Lettres de Mansfield Park au Québec est un film britannique adapté du roman Mansfield Park de Jane Austen, écrit et réalisé par Patricia Rozema en 1999. Le film a été tourné en grande partie à Kirby Hall, dans le Northamptonshire. Il a été présenté en avant première au festival du film de Montréal sous le titre Lettres de Mansfield Park, et distribué au Royaume-Uni en 2001. Il n'est pas sorti en France, ni en Suisse romande, seulement en Suisse alémanique.
La réalisatrice canadienne met Fanny Price au centre de l'intrigue et fait d'elle, à travers son journal, un témoin et un juge de la société qui l'entoure, présentant à un public jeune et sensible aux idées féministes une jeune femme moderne et indépendante, qui lutte dans un monde en décomposition pour s'affranchir du joug masculin.

## Synopsis
La jeune Fanny dit adieu à sa sœur dans leur chambre, puis à sa mère sur le quai, avant de monter dans la voiture qui l'emmène bien loin de Portsmouth. Au cours d'une halte, elle aperçoit un navire dans une rade ; il emmène des femmes, déportées vers les iles, « des esclaves » dit le cocher. Arrivée en fin de nuit, elle patiente jusqu'à l'aube dans la cour de Mansfield, avant d'être accueillie assez rudement par sa tante Norris et introduite auprès de son oncle, Sir Thomas. Elle est poussée dans le vestibule, en attendant la fin de la discussion entre Sir Thomas et la tante Norris qui n'a pas du tout l'intention de la prendre chez elle, au presbytère. Ses deux cousines, Maria et Julia, toisent de haut la cousine pauvre et mal vêtue. Finalement, la tante Norris l'entraîne vers l'ancienne nurserie, froide et abandonnée, qui sera désormais son domaine. L'enfant ne peut s'empêcher de pleurer, mais son cousin Edmund vient la consoler.

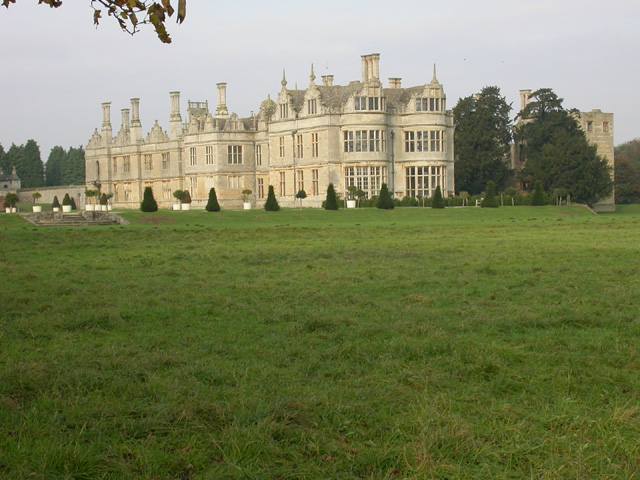
Kirby Hall est Mansfield.

Le passage du temps est matérialisé par des images successives de Fanny, grandissant, et lisant à haute voix des passages de son journal en marchant dans la « chambre de l'Est ».
Car Fanny est la voix narratrice, tantôt en voix off, tantôt s'adressant directement au spectateur. Elle est proche de son cousin Edmund, à qui elle montre ses écrits comme son Histoire de l'Angleterre, et avec qui elle plaisante ou galope à perdre haleine dans la campagne, montée sur Mrs Shakespeare, sa jument, malgré les remarques et l'air réprobateur de Sir Thomas.
Mais Sir Thomas et Tom Bertram partent à Antigua (Caraïbes), à cause de troubles causés par les abolitionistes, et les Crawford arrivent, chaleureusement présentés par Mme Norris, chez qui ils viennent habiter. M. Norris meurt d'apoplexie, Lady Bertram se permet régulièrement un petit verre de remontant. Quand Tom revient, avec son ami Yates, il est pris de boisson. L'ennui pousse tout ce petit monde à monter une pièce de théâtre quelque peu osée, Lovers' Vows, malgré les réticences d'Edmund et surtout de Fanny. Mary Crawford fait ouvertement du charme aux fils Bertram, et Maria flirte outrageusement avec Henry, malgré la présence de son fiancé, M. Rushworth, et les remarques de Julia. Quand Sir Thomas revient un soir, alors qu'on ne l'attend pas, seule Fanny est là pour l'accueillir et lui souhaiter la bienvenue.
Sir Thomas de retour, la maison reprend son rythme compassé. Il demande à Maria si elle est sûre de vouloir épouser M. Rushworth, et Maria lui affirme qu'elle a hâte de profiter de la situation et de la fortune du jeune homme. Après le mariage, et le bal où Fanny fait son entrée dans le monde, Henry Crawford se fait plus pressant auprès elle. Il offre à Edmund une paroisse et ses revenus. Malgré l'insistance lourde et virulente de Sir Thomas, cherchant secours auprès d'Edmund qui n'a plus d'yeux que pour Mary, Fanny refuse d'épouser Henry, et son oncle l'envoie en exil dans sa famille, à Portsmouth. En larmes, Fanny fait promettre à Edmund de lui écrire.
Elle n'est pas attendue à Portsmouth, et la vie y est bruyante et misérable. Heureusement, il y a sa sœur Susan. Mais voilà qu'Henry Crawford vient, assidûment, patiemment, faire sa cour à Fanny, acceptant même de manger chez les Price. À sa sœur qui lui demande qui est M. Crawford, Fanny répond en riant : « un débauché ! ». Mais, épuisée physiquement et moralement, un jour, Fanny se laisse aller à pleurer sur son épaule, et dit « oui ». Elle se ressaisit pendant la nuit. Éconduit le lendemain, Crawford part, furieux et blessé.
Peu après arrive Edmund : on a besoin de Fanny à Mansfield, Tom est très malade. Fanny repart avec lui, promettant à Susan de la faire venir bientôt. À Mansfield, où la famille, Maria comprise, s'est regroupée, Fanny fait la garde malade. Elle découvre le carnet de dessins de Tom, remplis de croquis de tortures et de viols des habitants de Antigua, tandis que M. Rushworth s'occupe des transformations de son parc, et que les Crawford reviennent au presbytère, au grand soulagement de la tante Norris. Une nuit, descendant s'occuper de Tom, Fanny surprend ensemble Henry et Maria. Le lendemain, on découvre qu'ils se sont enfuis. La nouvelle paraît dans la presse, mais Mary essaie de convaincre les Bertram que le scandale n'est pas insurmontable, qu'après un temps raisonnable, Henry épousera Maria et qu'ils trouveront une certaine respectabilité dans la partie moderne de la société, du moins. Mais elle expose ses idées avec trop d'assurance : sûre de bientôt épouser Edmund, elle montre cyniquement son désir de voir mourir Tom -ce qui la rendrait héritière des richesses de la famille-, et Edmund la rejette.
Un jour, un certain temps après, Edmund découvre enfin qu'il est amoureux de Fanny. Les scènes finales montrent Maria en exil avec sa tante, Mansfield se figeant dans l'immobilisme, avec Susan qui a remplacé Fanny et Julia rêvant à M. Yates. Sir Thomas a abandonné Antigua, mais pour se lancer dans la culture du tabac, ce que Fanny ne juge pas plus sage. Edmund et Fanny (mariés ?) ont quitté Mansfield pour le presbytère, et Edmund propose de faire éditer les œuvres de jeunesse de Fanny.

## Fiche technique
- Réalisation : Patricia Rozema
- Scénario : Patricia Rozema (Roman Mansfield Park, Lettres et Juvenilia)
- Musique originale : Lesley Barber
- Directeur de la photographie : Michael Coulter
- Montage : Martin Walsh
- Distribution des rôles: Gail Stevens
- Création des décors : Christopher Hobbs
- Direction artistique : Andrew Munro
- Décoration de plateau : Patricia Edwards
- Création des costumes : Andrea Gale
- Production : Sarah Curtis
  - Producteurs exécutifs : David Aukin, Colin Leventhal, Trea Leventhal, Cathy Lord, David M. Thompson, Bob Weinstein et Harvey Weinstein
- Sociétés de production : BBC films ; Miramax films ; HAL films ; Arts Concil of England
- Société de distribution : MGM
- Langue : anglais
- Durée : 112 minutes
- Dates de sortie :
  -  États-Unis : 19 novembre 1999
  -  Royaume-Uni : 31 mars 2000

## Distribution

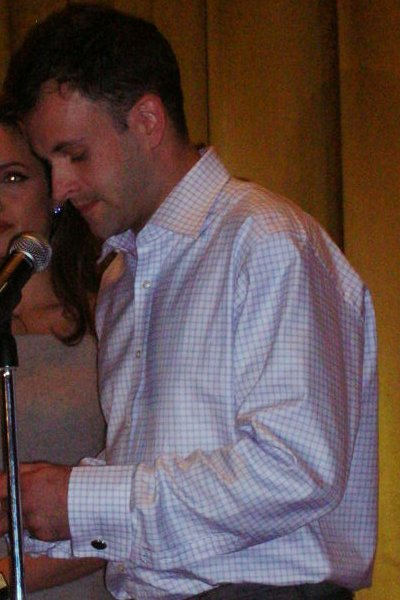
Jonny Lee Miller en 2005. Il est Edmund dans Mansfield Park.

- Frances O'Connor (VQ : Sophie Léger) : Fanny Price adulte
- Jonny Lee Miller (VQ : Antoine Durand) : Edmund Bertram adulte
- Embeth Davidtz (VQ : Pascale Bussières) : Mary Crawford
- Alessandro Nivola (VQ : Gilbert Lachance) : Henry Crawford
- James Purefoy (VQ : Daniel Picard) : Tom Bertram
- Victoria Hamilton (VQ : Lisette Dufour) : Maria Bertram
- Hugh Bonneville (VQ : Denis Mercier) : M. Rushworth
- Justine Waddell : Julia Bertram
- Sheila Gish (VQ : Élizabeth Lesieur) : Mme Norris
- Harold Pinter[2] (VQ : Hubert Gagnon) : Sir Thomas Bertram
- Lindsay Duncan (VQ : Christine Séguin) : Mme Price/Lady Bertram
- Charles Edwards : M. Yates
- Sophia Myles (VQ : Geneviève Angers) : Susan Price
- Hilton McRae : M. Price
- Anna Popplewell : Betsey
- Hannah Taylor-Gordon (VQ : Kim Jalabert) : Fanny, jeune
- Talya Gordon : Susan jeune
- Bruce Byron (en) : le cocher
- Elizabeth Eaton : Maria jeune
- Elizabeth Earl : Julia jeune
- Philip Sarson : Edmund jeune
- Amelia Warner : Fanny, adolescente
- Danny Worters : l'enfant à la charrette d'oiseaux
- Gordon Reid (en) : Dr. Winthrop

Source et légende : Version québécoise (V. Q.) sur Doublage Québec.

## Lieux de tournage

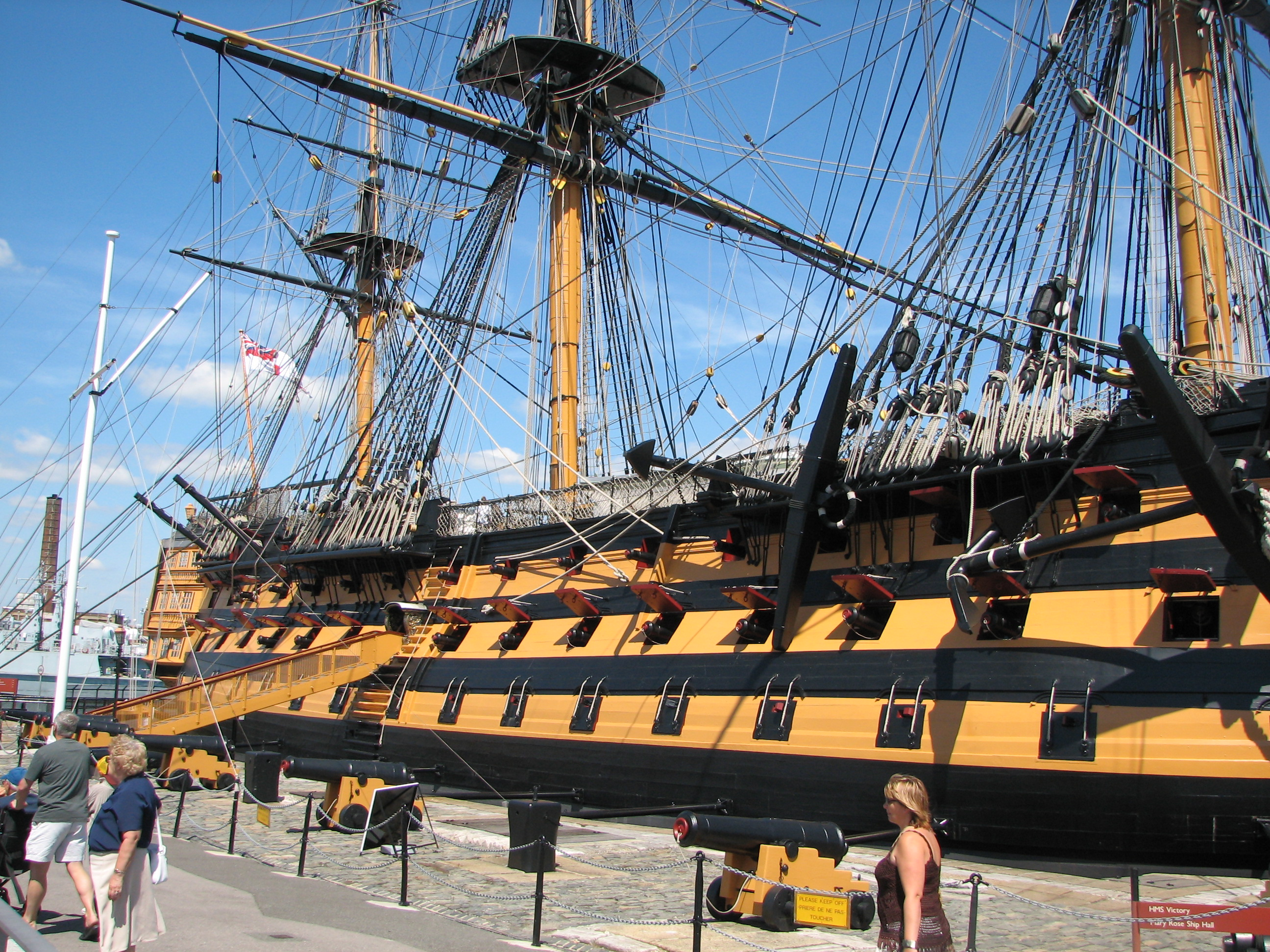
Le long des vieux quais de Portsmouth, le navire amiral de Nelson.

- Charlestown, Cornouailles, Angleterre, Royaume-Uni

(Portsmouth)
- Eton College, Eton, Berkshire, Angleterre, Royaume-Uni

(la bibliothèque)
- Fenton House, Windmill Hill, Hampstead, Londres, Angleterre, Royaume-Uni
- Kenwood House, Hampstead Heath, Hampstead, Londres, Angleterre, Royaume-Uni
- Kirby Hall, Corby, Northamptonshire, Angleterre, Royaume-Uni

(Mansfield Park)

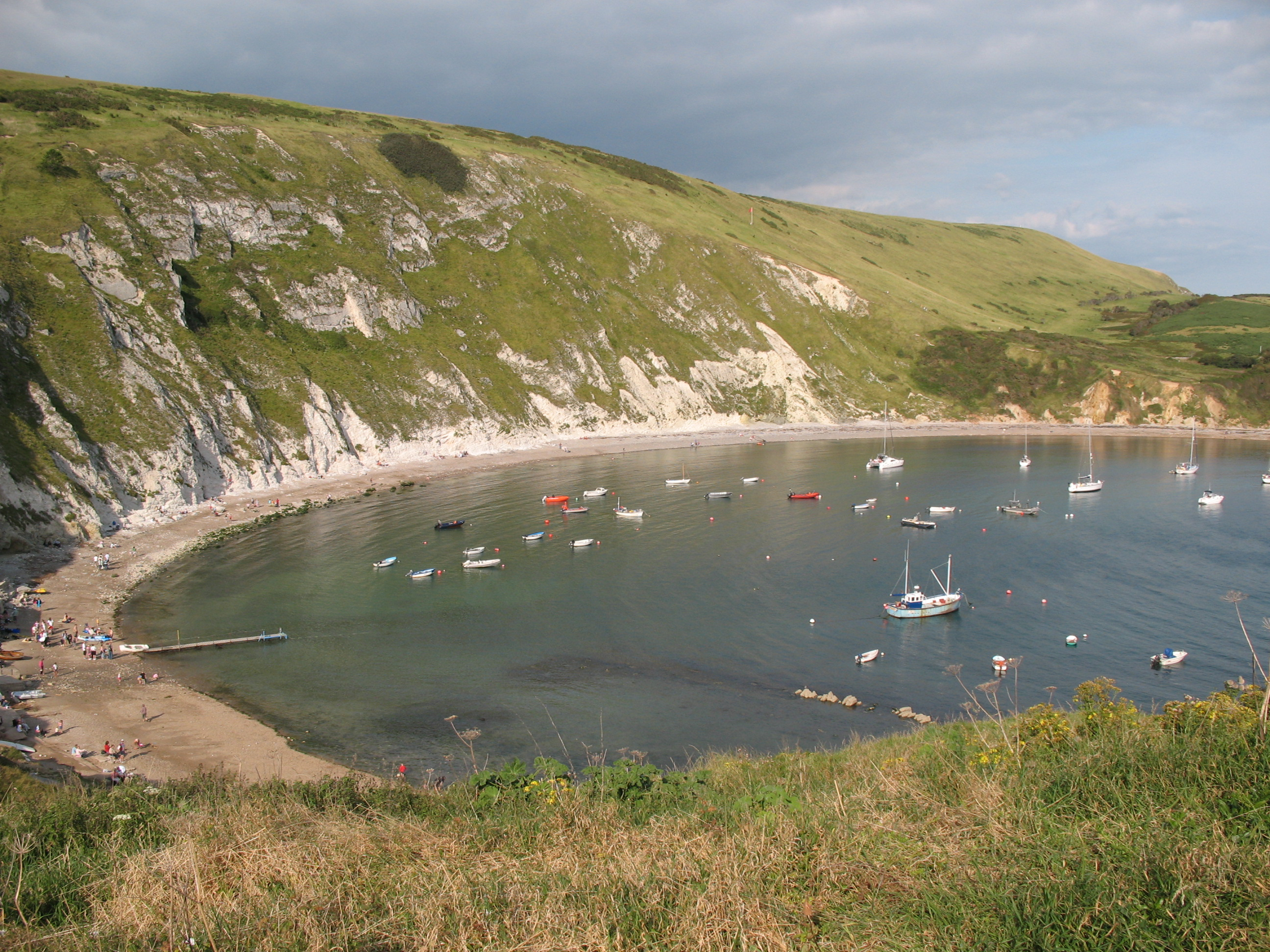
La baie où Fanny voit le navire transportant les déportées

- Lulworth Cove, Weymouth, Dorset, Angleterre, Royaume-Uni

(la baie où Fanny voit le navire négrier)
- Osterley Park House, Isleworth, Middlesex, Angleterre, Royaume-Uni
- Portsmouth, Hampshire, Angleterre, Royaume-Uni

## Analyse
Patricia Rozema considère Mansfield Park comme une comédie cruelle (Wicked Comedy) et n'a pas hésité à rajouter des éléments venant des Juvenilia (dont elle tire d'ailleurs de nombreux discours de l'héroïne), comme The History of England, des lettres de Jane Austen, voire des éléments biographiques, faisant du scénario la reprise d'un imaginaire journal intime. Elle construit une sorte de « pastiche post-moderne du roman de Jane Austen » en donnant à Mansfield un aspect sombre, une allure de ruine, et à Sir Thomas un côté menaçant et violent. Elle sacrifie l'exactitude historique pour mettre en avant, de façon un peu anachronique, des questions que Jane Austen soulève seulement indirectement. Ainsi elle insiste sur l'esclavage, et le rôle des femmes en tant qu'objets sur le marché du mariage.

### Traitement des personnages
Certains personnages du roman ne sont pas représentés. Le rôle que tient dans le roman Mrs Grant, la femme du Dr Grant et la demi-sœur de Mary et Henry, est tenu ici par la tante Norris. Fanny n'a pas de frère aîné aspirant dans la Royal Navy. C'est en offrant à Edmund le bénéfice d'une cure qu'Henry Crawford se fait remarquer.
Ce personnage est beaucoup plus réservé, silencieux et tendre que le personnage original, il ne semble pas cynique, même si Fanny le considère comme un « débauché » et un « acteur » ; il semble réellement amoureux de Fanny et profondément blessé par son revirement. Il y a même des moments de connivence entre eux à Portsmouth.
Fanny est intrépide, spirituelle et pleine de vivacité, ressemblant finalement beaucoup à Mary. Elle monte à cheval en costume d'amazone, écrit, comme Jane Austen, et montre une forte personnalité. Mary est une femme libre, émancipée (on la voit fumer un petit cigare), voire féministe, au langage moderne (« On est en 1806, pour l'amour de dieu ! »), et aux attitudes ambiguës (sa façon de caresser Fanny...), qui dévoile à la fin, quand le scandale a éclaté, (dans une scène entièrement inventée) son ambition et son désir de dominer la famille en épousant Edmund.
Le scénario montre Fanny accepter dans un premier temps Henry, puis revenant le lendemain sur sa promesse. L'héroïne ne montre pas ici l'intégrité absolue qu'elle a dans le roman et apparaît comme responsable de la conduite d'Henry avec Maria. Passe au second plan ce qui est essentiel pour l'héroïne austenienne : choisir, en son âme et conscience, celui qui sera pour elle le meilleur mari, malgré la pression sociale ou familiale, voire les hésitations ou l'aveuglement de celui qu'elle aime. On voit Mrs Price, une femme usée par le travail domestique et les grossesses, venir un moment dans sa chambre et lui dire :« Je me suis mariée par amour », comme pour lui montrer que la sécurité financière a ses avantages (C'est la même actrice qui joue l'élégante Lady Bertram et Mrs Price, la plus jeune des trois sœurs, vieillie avant l'âge).
Le personnage de William Price, le frère aîné si cher à Fanny dans le roman, a disparu . Ici, ce sont les relations féminines qui sont privilégiées. Le personnage de Susan est étoffé, recréant un couple de sœurs, partageant le même lit faute de place, ce qui crée de l'intimité entre elles.

### Subordination et esclavage

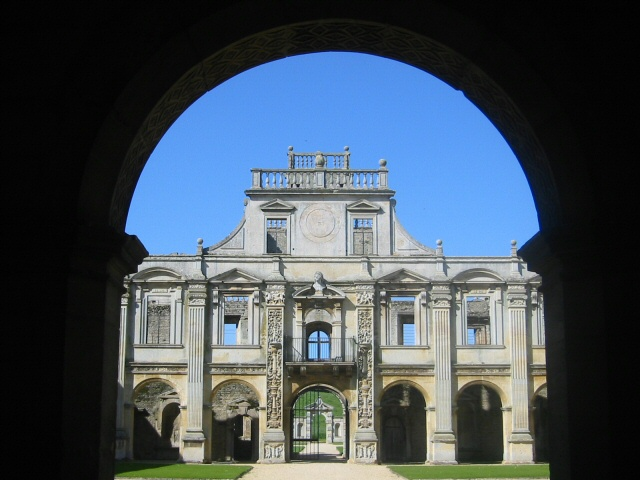
Kirby Hall symbolise un Mansfield qui commence à tomber en ruine

L'autorité masculine apparaît dans le nom même du domaine : Mansfield (Man's field, le domaine de l'homme) et Sir Thomas est joué comme un homme assez tyrannique et autoritaire par Harold Pinter. L'acteur réfute les éventuelles critiques qui reprocheraient au film de poser trop visiblement le problème de la traite des noirs, car, pour lui, ce problème était constamment présent à l'esprit des gens à l'époque et surtout, cela permet de montrer le double visage de Sir Thomas. Chez lui, c'est un parfait gentlemen, mais c'est aussi un propriétaire d'esclaves sans état d'âme. Fanny apprend par Edmund que Sir Thomas a des soucis avec les abolitionnistes, mais à son retour, il détourne la conversation quand elle veut creuser le sujet. Quand elle soigne Tom, Fanny découvre sous son lit un carnet de croquis montrant des esclaves torturés, violés, et Sir Thomas, une esclave à ses pieds. La richesse de Mansfield repose explicitement sur l'exploitation coloniale.
Sir Thomas représente aussi l'autorité paternelle et patriarcale. S'il se montre attentif au bonheur de Maria, il accepte facilement son désir d'épouser Rushworth, puisque cela représente pour sa fille une promotion sociale. En revanche, il se montre tyrannique à l'égard de Fanny, la harcelant pour qu'elle accepte Crawford, et finalement la renvoyant à Portsmouth dans l'espoir que quelque temps loin de l'opulence de Mansfield la ramèneront à la raison et à ce qu'il considère comme son devoir.
Dans l'interprétation de Patricia Rozema, Mansfield n'est pas le foyer auquel Fanny amène le bonheur. Mansfield, au contraire, se décompose peu à peu. Kirby Hall est un bâtiment froid, vide, en partie privé de toit. Mansfield a l'air d'une ruine dans les scènes finales. Ses habitants sont aussi vus d'un œil critique : Lady Bertram se réconforte avec des petits verres opiacés, Tom, qui ne supporte pas le style de vie de son père, se réfugie dans la boisson en revenant d'Antigua, jusqu'à en tomber malade. Maria et la tante Norris sont exilées dans leur enfer à deux. Sir Thomas a finalement abandonné ses plantations, mais va se lancer dans la culture du tabac, condamnable elle aussi. À la fin, les Bertram se figent, chacun regardant dans une direction différente, alors que Fanny et Edmund s'éloignent (symboliquement vers la droite) de ce monde décadent pour aller habiter le presbytère.

### Hommage à l'écriture et film gothique
En faisant de Fanny la rédactrice d'un journal, en filmant la texture même du papier dans le générique, le film confère à l'écrit une dimension charnelle : ce n'est pas un être de papier qui est mis à l'écran, c'est, derrière la Fanny de papier, une personne vivante, l'écrivain Jane Austen. L'affiche, en mettant Fanny en gros plan, propose des pistes d'interprétation féministes. Elle tient une clé dans ses mains croisées et regarde le spectateur. Mansfield apparaît en petit devant ses mains croisées, juste au-dessus du titre. Métaphoriquement, l'affiche suggère que Mansfield contient des secrets et que Fanny en détient la clé.
Des éléments tendent à tirer le récit vers le mode gothique. Le personnage de Sir Thomas est ici un patriarche tout puissant qui règne en maître incontesté sur Mansfield, voire un despote, craint non seulement par Fanny, mais aussi par ses enfants, une sorte de Manfred, qui tourne autour de Fanny comme autour d'une proie, quand il veut l'obliger à accepter Crawford. La découverte du carnet de croquis de Tom, dans la pénombre de la chambre juste éclairée par les bougies, la crudité des dessins, qui évoquent Goya, et la violence de Sir Thomas qui, arrivant par derrière, se précipite sur Fanny et lui arrache le carnet pour le déchirer et le jeter au feu, relèvent de la même esthétique. Il y a dans le film une sexualité d'aspect transgressif, que ce soit la bi-sexualité de Mary, l'adultère de Maria ou l'attirance de Sir Thomas pour les mulâtresses d'Antigua. D'autres éléments peuvent être soulignés : le château, qui apparaît si imposant dans l'obscurité à l'enfant qui arrive, est en partie une ruine, ses habitants sont corrompus ou décadents, ce que met en évidence la pièce Lower's Vows, cette mise en abyme du récit. En la jouant, les personnages exorcisent leurs propres désirs coupables. Car derrière la politesse et les convenances de façade, il y a la provocation sensuelle (Mary), le libertinage (Henry), la frivolité (les sœurs Bertram), la folie artistique (Tom, dont on aperçoit les tableaux étranges quand Mrs Norris entraîne Fanny vers la chambre mansardée aux meubles voilés de blanc). Fanny enfant abandonnée dans cette pièce aux meubles fantomatiques apparait comme la victime idéale d'un récit gothique. À la fin, lorsqu'elle descend l'escalier sombre en entendant gémir Tom, sa chandelle s'éteint, détail typiquement gothique, et elle n'ouvre pas la bonne porte, découvrant Henry et Maria. Son affolement l'empêche de parler quand elle se précipite dans la pièce où veille Edmund, elle peut seulement désigner la porte de la main. L'image finale de Mansfield, ces pans de mur écroulés devant lesquels les personnages sont assis, immobiles, laisse le spectateur sur cette image de monde moribond, que Fanny et Edmund abandonnent sans regrets.